# Jeepers Creepers: Reborn
Jeepers Creepers: Reborn es una película de terror estadounidense dirigida por Timo Vuorensola, escrita por Sean Michael Argo y producida por Orwo Studios y Black Hangar Studios para Screen Media Films. Protagonizada por Sydney Craven, Imran Adams y Jarreau Benjamin además de contar las actuaciones especiales de Dee Wallace, Gary Graham, Georgia Goodman y Terry Bird.
Aunque se habla de esta como la cuarta película de la franquicia de Jeepers Creepers y usualmente se le describe como un semi-reinicio ya que es la primera en no estar producida, escrita ni dirigida por Victor Salva, estrictamente hablando se trata de una obra no oficial, ya que se realizó sin la autorización de la productora e infringiendo los derechos de distribución relacionados al personaje y su franquicia.
Fue estrenada el 19 de septiembre de 2022 en cines de Estados Unidos. La película cuenta con clasificación R por la violencia y sangre en las imágenes.

## Argumento
Una pareja de ancianos conduce por el campo de Florida cuando un viejo camión los sigue antes de pasar. Observan al conductor junto a una iglesia abandonada colocando lo que parece ser un cuerpo envuelto en una sábana manchada de sangre en un gran tubo que sobresale del suelo. Después de que el camión hace que se salgan de la carretera, se dan la vuelta para investigar la tubería y se horrorizan por lo que hay dentro.
En 2021, Laine y su novio, Chase, conducen hasta Luisiana para que este último pueda asistir al Horror Hound, un festival para geeks dedicado al cine de Terror. Chase está obsesionado con la leyenda del Creeper, es fanático de las películas de Victor Salva y cree que este realmente existe. Por otro lado, Laine es muy escéptica y realmente muestra incomodidad por ir a dicho evento.
El Creeper despierta de su hibernación desnutrido y débil, escapa de una casa abandonada y para recuperar fuerzas se alimenta de lombrices y cerdos, roba la ropa de un espantapájaros y se marcha. Laine comienza a tener náuseas y vómitos. Ella habla por teléfono con su mejor amigo, Sam, acerca de un posible embarazo. Mientras, Chase quiere proponerle matrimonio en el evento de terror. El Creeper ataca a Sam y se alimenta de su cara para recuperar fuerzas.
Chase y Laine se detienen en una tienda de vudú propiedad de Lady Manilla, la cual posee varias armas del Creeper. Esta les vende un mapa y adivina que la joven está embarazada. Una vez que la pareja se marcha, Manilla avisa a su secta que hay una potencial víctima para el Creeper. La pareja llega a un hotel donde Laine se realiza un test de embarazo que da positivo aunque no dice nada a su pareja.
Los jóvenes van al festival, a la par que el Creeper prepara su camión y sus armas para continuar su cacería; En el festival la pareja conoce a Stu, quien atiende un puesto de juego donde con los shuriken del Creeper deben acertar tiros. Mientras, el Creeper asesina a uno de los organizadores cuando este se dirige al bosque a fumar marihuana. Lady Manilla realiza un sorteo fraudulento para que ganen Laine y Chase, el premio es pasar una noche en una antigua casa, que parece ser una guarida del Creeper, en compañía de la animadora del evento, Carrie.
Son llevados por Stu, junto con el productor Jamie y el camarógrafo Michael, El Creeper destruye la antena de comunicación del pueblo y prosigue con su cacería. En medio de una discusión con Chase, el Creeper asesina a Michael por otro lado  Laine trata de marcharse por tener celos de Carrie quien tenía mucho en común con Chase. Este intenta proponerle matrimonio, pero el Creeper la captura y se la lleva a su guarida. El grupo intenta rescatarla pero son encerrados en la guarida por Manilla, la organizadora del evento Madame Carnage y el pastor evangelista del pueblo, quienes los han ofrecido como sacrificio al Creeper para que no ataque a la población.
El Creeper intenta extraer el feto del vientre de Laine, pero al notar la presencia del cuarteto inicia su cacería. Estos le disparan pero el Creeper se regenera alimentándose del brazo del cadáver de Sam. Laine logra escapar y se reúne con Chase y los otros, El Creeper asesina a Carrie y devora su cerebro.
Laine encuentra un altar vudú con objetos de las víctimas de las primeras películas, enterándose de que realmente las historias de las mismas no eran una invención. Laine le confiesa a Chase que está embarazada y que si sobreviven, se casarán. El grupo crea un plan para atrapar y matar al Crepper, pero este atraviesa a Jamie con un machete hecho de huesos, matándolo, y luego persigue a Laine hacia afuera de la casa, quien revela su trampa y le arranca los ojos con unos shuriken al Crepper, hasta que Chase y Stu lo empalan con un pararrayos. Mientras Chase y Stu se encuentran en el techo de la casa, una bandada de cuervos los ataca, ocasionando que Stu resbale del techo y caiga hacia el piso, muriendo en el proceso.
Los cuervos se llevan al Creeper, mientras que la policía llega a la mansión y se lleva a Chase y Laine, esta última parece estar poseída a la par que el Creeper es regurgitado por los cuervos en su guarida para retomar su cacería.

## Reparto
- Imran Adams - Chase
- Sydney Craven - Laine
- Jarreau Benjamin - The Creeper
- Peter Brooke - Stu
- Matt Barkley - Jamie
- Ocean Navarro - Carrie
- Alexander Halsall - Michael
- Georgia Goodman - Lady Manilla
- Jodie McMullen - Madame Carnage
- Saverio Buono - Pastor Cristiano
- Darren Kent - Cosplayer de Pennywise Skarsgard
- Joseph Tanner Paul - Cosplayer de Pennywise Curry
- Romain Faure - DJ Phython
- Gabriel Freilich - Sam
- Dee Wallace - Marie
- Gary Graham - Ronald
- Terry Bird - Oficial Edwards

## Producción
La cuarta película de la serie cinematográfica Jeepers Creepers, Reborn fue escrita por Sean Michael Argo como parte de una nueva trilogía que la separaría de las tres películas originales escritas y dirigidas por Victor Salva. El rodaje empezó durante la pandemia de COVID-19, en octubre de 2020, durante tres días en Jackson, Luisiana, donde se rodaron planos exteriores del paisaje americano en el lugar y en los estudios Orwo antes de que el equipo se trasladara al Reino Unido. Debido a la pandemia, el rodaje en el Reino Unido se dividió en dos partes. La primera empezó el 23 de noviembre de 2020, en los estudios Black Hangar, y concluyó el mes siguiente, el 19 de diciembre. Tras una breve pausa navideña, el segundo bloque de rodaje empezó en enero de 2021 y concluyó en febrero tras ocho días. Tras ceder los derechos de distribución en Norteamérica a Screen Media Films, Foresight Unlimited mostró una bobina promocional del metraje en el European Film Market 2021 para su venta internacional.

## Lanzamiento
La película se estrenó en cines selectos de los Estados Unidos del 19 al 21 de septiembre de 2022 por Screen Media Films, en asociación con Fathom Events.
Meses antes, el 16 de marzo de 2021, Myriad Pictures, la productora detrás de Jeepers Creepers 2 y Jeepers Creepers 3, presentó una demanda por fraude de propiedad contra Infinity Films Holdings, una de las productoras de la nueva versión, por producir la película sin el conocimiento o participación de Myriad y la venta de los derechos de distribución a Screen Media Films.

## Recepción
En el sitio web del agregador de reseñas Rotten Tomatoes, el 0% de las 13 reseñas de los críticos son positivas, con una calificación promedio de 2.7/10.